# Gordianus III.
Marcus Antonius Gordianus, známý jako Gordianus III. (20. ledna 225 nebo 226 Řím – únor či březen 244 Mezopotámie), byl římský císař panující v letech 238–244, většinou pod poručnictvím jiných. Za vlády Pupiena a Balbina měl formálně titul caesara, tedy mladšího spoluvládce obou císařů.

## Proklamace za císaře
Gordianus III. byl vnukem Gordiana I., krátkodobého vzdorocísaře za Maximina Thráka, jehož revolta byla počátkem roku 238 potlačena numidskými jednotkami. Matkou císaře byla dcera Gordiana I. Maecia Faustina, otcem pravděpodobně Iunius Balbus.
Teprve třináctiletý mladík byl prohlášen za caesara za dramatických událostí v březnu 238, kdy se římský senát usnesl pokračovat v odboji proti Maximinu Thrákovi, zahájeném Gordianem I. K volbě přiměl čerstvě jmenované císaře Pupiena a Balbina římský lid, který si přál mít v čele státu někoho z gordianovského rodu. Zhruba po třech měsících, v létě roku 238, dosáhl Gordianus III. i samovlády, neboť příslušníci pretoriánské gardy Pupiena a Balbina zavraždili.

## Vláda
Vzhledem ke Gordianovu nízkému věku vedla státní záležitosti zpočátku Maecia Faustina spolu se senátem, později prefekt pretoriánů Timesitheus, schopný a vzdělaný muž, s jehož dcerou Furií Sabinou Tranquillinou se mladý císař v roce 241 oženil. Timesitheus byl vzácně oblíben u senátu i lidu a Gordianovi sloužil nejenom jako rádce, ale i jako učitel.
Z vnitropolitického hlediska došlo v roce 240 k nepokojům v provincii Africa, které se však podařilo rychle potlačit, aniž by byly známy bližší podrobnosti. Hranice na Dunaji, za vlády Maximina Thráka ohrožovaná různými etniky, byla v této době bezpečná, a to především zásluhou Tullia Menophila, místodržitele Dolní Moesie, který kolem roku 240 porazil Góty i Karpy. Jediným skutečně závažným problémem, jemuž říše čelila, byl proto stálý tlak ze strany perské říše, kde se zhruba v roce 241 ujal vlády energický král Šápúr I.

### Válka s Peršany

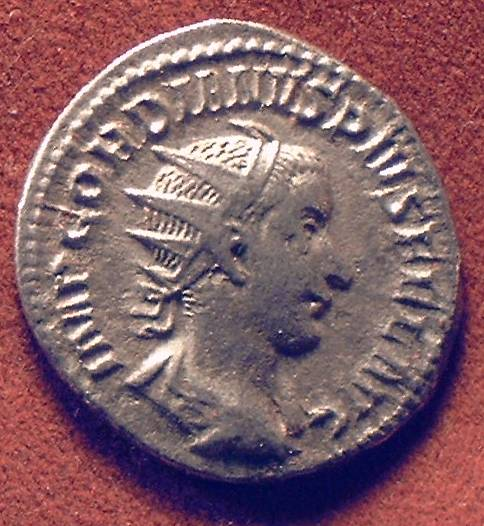
Antoninián Gordiana III.

Již Šápúrův otec Ardašír obnovil po roce 235 perský nápor na severní Mezopotámii, dobyl Nisibis a Karrhy a kolem roku 240 oblehl město Hatru, v němž měli Římané od třicátých let vojenskou posádku. To byl sám o sobě casus belli, vnitřní nepokoje v impériu však císařské správě bránily efektivně proti expanzivním snahám souseda zasáhnout. Teprve počátkem čtyřicátých let postoupila konsolidace natolik, že se Timesitheus rozhodl k válce se Šápúrem – ten mezitím dobyl Hatru.
Průběh konfliktu je znám jen v hrubých konturách, není však pochyb o tom, že zpočátku přálo štěstí Římanům. Timesitheus dobyl Karrhy, porazil perská vojska u Rhesainy a poté znovu obsadil Nisibis. Šápúrovi se nepodařilo udržet ani jeden ze svých územních zisků. V roce 243 však Timesitheus náhle zemřel a jeho nástupce ve funkci, Marcus Iulius Philippus, zdaleka nedosahoval jeho formátu. Římská vojska byla v bitvě u Mišíku poražena a zahnána na ústup, přičemž Gordianus brzy nato zahynul – podle římských pramenů jej odstranil Philippus, podle perských byl zabit během bojů. V únoru nebo březnu 244 prohlásily legie novým císařem Philippa.